# Битка код Мегида (1469. п. н. е.)
Битка код Мегида 1469. п. н. е. је најстарија забиљежена битка за коју историја зна, али и прва о којој су сачувани вјеродостојни подаци о стратегији и тактици у великом Амоновом храму у Карнаку.

## Узрок битке
Главни повод, или један од главних повода ове битке је побуна Хананаца против египатске власти у Сирији и Палестини. У току ширења Египта, започетом са XVIII. династијом, египатски фараон Тутмос III упадао је више пута у Азију, с циљем стварања услова за каснију владавину земљама од Еуфрата до феничких лука. Са тим циљем, али и с циљем осигуравања поморског трговачког правца је и кренуо из пограничног египатског града Тела (Тхел) кроз пустињу и преко планине Кармел, до града Мегида, који је у то, древно време, био од великог значаја због трговачке линије која је ишла из Египта у Месопотамију, позната као Виа Марис, и тамо се сукобио с удруженим снагама подручја званог Ханан. У списима се, везано за ову битку појављује и прва критика војне тактике, јер је неки хроничар записао да су Египћани могли одмах, због своје премоћи, заузети и град, да се нису одали пљачки.

## Битка
На свом првом походу, око 1469. п. н. е. Тутмос III је после продирања дуж палестинског приобалног дела, је стигао јужно од Аруне. За време његовог напредовања, кадешки кнез је ушао у град Мегида, а поставио је и своју војску код града Танаха, очекујући да ће Тутмос III доћи из правца Дотхаим - Танах - главним путем који је водио из приморске низине у долину Кисона, или шире, из Египта у долину Еуфрата. Заједно са њим су се окупили многобројни мали владари Сирије и Палестине. Тутмос III је. потпуно супротно саветима и предлозима својих генерала и војних стручњака, кренуо тежим правцем и тиме изненадио свог непријатеља. Он је, уским путем из правца Вади Араха кренуо ка Магиди, занемаривши опасност коју је представљало издуживање колоне чије је чело могло наићи на противника док би зачеље било још далеко у позадини. Тутмос III је смањивао овај ризик упутивши хитно претходницу од бојних кола, са друге стране планине, да би осигурала пролаз главнине своје војске.
До битке је дошло следећег дана, и не може се утврдити да ли је изненађени кадешки кнез стигао да окрене фронт и да се на време припреми за битку, али, ако је то и учинио, није му ни то много помогло, јер су Египћани кренули у напад и маневром левог крила војске постигли потпуну победу. Том приликом су запленили око 924 бојних кола и 200 оклопника. Тутмос III је већ тада могао да заузме утврђени Мегидо, али је египатска војска кренула у пљачку, па је Мегида пала тек после неколико дана краће опсаде.